# Liste des films soviétiques sortis en 1977
 (avril 2025).
La mise en forme du texte ne suit pas les recommandations de Wikipédia : il faut le « wikifier ».
Les points d'amélioration suivants sont les cas les plus fréquents :
- Les titres sont pré-formatés par le logiciel. Ils ne sont ni en capitales, ni en gras.
- Le texte ne doit pas être écrit en capitales (les noms de famille non plus), ni en gras, ni en italique, ni en « petit »…
- Le gras n'est utilisé que pour surligner le titre de l'article dans l'introduction, une seule fois.
- L'italique est rarement utilisé : mots en langue étrangère, titres d'œuvres, noms de bateaux, etc.
- Les citations ne sont pas en italique mais en corps de texte normal. Elles sont entourées par des guillemets français : « et ».
- Les listes à puces sont à éviter, des paragraphes rédigés étant largement préférés. Les tableaux sont à réserver à la présentation de données structurées (résultats, etc.).
- Les appels de note de bas de page (petits chiffres en exposant, introduits par l'outil «  Source ») sont à placer entre la fin de phrase et le point final[comme ça].
- Les liens internes (vers d'autres articles de Wikipédia) sont à choisir avec parcimonie. Créez des liens vers des articles approfondissant le sujet. Les termes génériques sans rapport avec le sujet sont à éviter, ainsi que les répétitions de liens vers un même terme.
- Les liens externes sont à placer uniquement dans une section « Liens externes », à la fin de l'article. Ces liens sont à choisir avec parcimonie suivant les règles définies. Si un lien sert de source à l'article, son insertion dans le texte est à faire par les notes de bas de page.
- La présentation des références doit suivre les conventions bibliographiques. Il est recommandé d'utiliser les modèles {{Ouvrage}}, {{Chapitre}}, {{Article}}, {{Lien web}} et/ou {{Bibliographie}}. Le mode d'édition visuel peut mettre en forme automatiquement les références.
- Insérer une infobox (cadre d'informations à droite) n'est pas obligatoire pour parachever la mise en page.

Pour une aide détaillée, merci de consulter Aide:Wikification.
Si vous pensez que ces points ont été résolus, vous pouvez retirer ce bandeau et améliorer la mise en forme d'un autre article.
Cet article présente une liste de films produits en Union soviétique et sortis en 1977.

## 1977
Les titres en français sont en grande majorité des traductions automatiques et non les titres attribués par les distributeurs dans les pays francophones.
Pour le classement annuel, la liste des titres a été établie en se basant sur les répertoires des pages Wikipédia en russe complétées par les listes des sites «kino-teatr» et «kinopoisk» d'où le nombre important de films que l'on trouve dans les références.
Pour les titres où l'on manque de précisions, seule l'année est indiquée : année de réalisation, année de sortie ou les deux ?. Bien que cela puisse paraître superflu, 1977 est inscrit pour chacun de ces titres pour montrer que la vérification a été faite.
On remarque que, la plupart du temps, il n'y a pas de première pour les courts métrages ainsi que pour les dessins animés et les documentaires de courte durée.
| Titre | Titre original                                                                                            | Date de sortie                                                      | Réalisateur |
| --- | --- | ------------------------------------------------------------------- | --- |
| L'Absence du père | ru:Безотцовщина (фильм, 1976)                                                                             | 7 janvier 1977                                                      | Vladimir Gueorguievitch Chamchourine (ru) |
| Alpamys va à l'école | ru:Алпамыс идёт в школу                                                                                   | 20 octobre 1977                                                     | Abdoulla Karsakbaïev (ru) |
| Amour grande est ta puissance film à sketchs avec L'Escalier, Romance caucasienne et Valse sur Mtatsminda                                         | ru:Любовь, велика сила твоя (киноальманах) (Ступени, Кавказский романс и Вальс на Мтацминда)              | aout 1977 à Moscou                                                  | réalisés par Rezo Tcharkhalachjvili pour le 1er, Amiran Chalvovitch Darsavelidze (ru) et Revaz Gabriadze pour le 2e et Baadour Sokratovitch Tsouladze (ru) pour le 3e                  |
| À propos d'un dragon sur le balcon, d'enfants et d'un scooter                                                                                     | ru:Про дракона на балконе, про ребят и самокат                                                            | mai 1977                                                            | Guennadi Grigorievitch Kharlan |
| Armé et très dangereux | ru:Вооружён и очень опасен (фильм, 1977)                                                                  | 6 juin 1977                                                         | Vladimir Vaïnchtok |
| L'Ascension | ru:Восхождение (фильм, 1976)                                                                              | 2 avril 1977                                                        | Larissa Chepitko |
| Attends un peu ! (numéro 11) | ru:Ну, погоди! (выпуск 11)                                                                                | 30 juillet 1977                                                     | Viatcheslav Kotionotchkine |
| Avalanche | ru:Лавина (фильм, 1975)                                                                                   | mars 1977                                                           | Nikolaï Nikolaïevitch Kochelev et Valentine Alekseïevitch Morozov |
| Bagdassar divorce de sa femme | ru:Багдасар разводится с женой (фильм, 1976)                                                              | 16 avril 1977 à Erevan                                              | Grigori Gueorguievitch Melik-Avakian (ru) |
| Baie amère | ru:Горькая ягода                                                                                          | janvier 1977 en URSS                                                | Kamara Kamalova (ru) |
| Baie de la joie | ru:Бухта Радости                                                                                          | 16 janvier 1977                                                     | Eldar Kouliev |
| Berceuse pour hommes | ru:Колыбельная для мужчин                                                                                 | mai 1977                                                            | Ivan Vladimirovitch Loukinski (ru) et Vladimir Borissovitch Zlatooustovski (ru) |
| Bim chien blanc à l'oreille noire | ru:Белый Бим Чёрное ухо (фильм)                                                                           | 15 septembre 1977 en URSS                                           | Stanislav Rostotski |
| Bobik rend visite à Barbos | ru:Бобик в гостях у Барбоса (мультфильм)                                                                  | 1977                                                                | Vladimir Popov |
| Boudionovka | ru:Будёновка (фильм, 1976)                                                                                | 28 mars 1977                                                        | Igor Matveïevitch Voznessenski (ru) |
| Café Isotope | ru:Кафе «Изотоп»                                                                                          | 4 novembre 1977                                                     | Gueorgui Kalatozichvili |
| Carpates, Carpates... 3e épisode de J'ai pensé à Kovpake (ru)                                                                                     | ru:Карпаты, Карпаты...                                                                                    | 2 octobre 1977                                                      | Timofeï Vassilievitch Levtchouk (ru) |
| Cela ne me concerne pas... | ru:Меня это не касается…                                                                                  | 12 décembre 1977                                                    | Herbert Rappaport |
| Ce monde vert et rouge | ru:Этот зелёный, красный мир (фильм, 1975)                                                                | mars 1977 à Moscou                                                  | Iouri Aramaïssovitch Erzinkian (ru) et Ernest Aleksandrovitch Martirossian |
| « Cent grammes » pour le courage... film à sketchs avec Quelle imprudence, Selon les lois de l'hospitalité et « Cent grammes » pour le courage... | ru:«Сто грамм» для храбрости… (Какая наглость, По законам гостеприимствa и Сто грамм для храбрости)       | 23 mai 1977                                                         | réalisés respectivement par Boris Guennadievitch Bouchmeliov (ru), Anatoli Ivanovitch Markelov et Gueorgui Borissovitch Chtchoukine (ru)                                               |
| Le Centre vu du ciel | ru:Центровой из поднебесья                                                                                | 28 mars 1977                                                        | Issaak Semionovitch Maguiton (ru) |
| C'est ainsi que la légende a commencé | ru:Так начиналась легенда                                                                                 | 11 avril 1977                                                       | Boris Grigoriev |
| Chaussures à boucles dorées | ru:Туфли с золотыми пряжками                                                                              | 19 juillet 1977 à la télévision                                     | Gueorgui Ioungvald-Khilkevitch |
| Le Chemin des tourments | ru:Хождение по мукам (телесериал, 1977)                                                                   | 11 octobre 1977 à la télévision                                     | Vassili Sergueïevitch Ordynski (ru) |
| Ciel, terre, ciel | ru:Небо-земля-небо                                                                                        | février 1977                                                        | Anatoli Sergueïevitch Boukovski (ru) |
| Cinq secondes avant la catastrophe | ru:За пять секунд до катастрофы                                                                           | 1977                                                                | Anatoli Ievguenievitch Ivanov (ru) |
| La Clé pour un usage personnel | ru:Ключ без права передачи                                                                                | 2 mai 1977                                                          | Dinara Assanova |
| Clown | ru:Клоун (мультфильм)                                                                                     | 12 avril 1977                                                       | Leonid Leontievitch Kaioukov (ru) |
| Colonel à la retraite | ru:Полковник в отставке                                                                                   | 7 février 1977                                                      | Igor Alekseïevitch Chechoukov (ru) |
| Comment Ivanouchka le Fou a fait un miracle | ru:Как Иванушка-дурачок за чудом ходил                                                                    | 24 octobre 1977                                                     | Nadejda Kocheverova |
| Comment le chat et le chien ont lavé le sol | ru:Как кошечка и собачка мыли пол                                                                         | 1977                                                                | Alla Alekseïevna Gratchiova (ru) |
| Comment les champignons ont combattu les pois | ru:Как грибы с горохом воевали                                                                            | 1977                                                                | Ivan Semionovitch Aksentchouk (ru) |
| Comment Macha s'est disputée avec un oreiller | ru:Как Маша поссорилась с подушкой                                                                        | 1977                                                                | Lev Issaakovitch Miltchine (ru) |
| Comment un beau jeune homme s'est marié | ru:Как доброго молодца женили                                                                             | 17 juillet 1977                                                     | Nodar Chotaïevitch Managadze (ru) |
| Conscription de printemps | ru:Весенний призыв (фильм)                                                                                | 21 février 1977                                                     | Pavel Lioubimov |
| Le Courageux Chirak | ru:Отважный Ширак                                                                                         | 22 juillet 1977                                                     | Moukadas Makhmoudov (ru) |
| Couronne de sonnets | ru:Венок сонетов (фильм)                                                                                  | 20 septembre 1977                                                   | Valeri Roubintchik |
| Courriers diplomatiques rouges | ru:Красные дипкурьеры                                                                                     | 11 octobre 1977                                                     | Villen Zakharovitch Novak (ru) |
| Des préoccupations simples | ru:Простые заботы                                                                                         | janvier 1977                                                        | Issaak Petrovitch Chmarouk (ru) |
| Le Destin du batteur | ru:Судьба барабанщика (фильм, 1976)                                                                       | 5 janvier 1977 à la télévision                                      | Aleksandr Sergueïevitch Iguichev (ru) |
| La Dette | ru:Долг (фильм, 1977)                                                                                     | 27 novembre 1977 à la télévision                                    | Anatoli Dmitrievitch Nitotchkine (ru) |
| Deux Capitaines | ru:Два капитана (фильм, 1976)                                                                             | 26 février 1977 à la télévision en URSS                             | Ievgueni Iefimovitch Karelov (ru) |
| Deux Érables | ru:Два клёна (мультфильм)                                                                                 | 11 février 1977                                                     | Anatoli Ivanovitch Soline (ru) |
| Dimanche soir | ru:Воскресная ночь                                                                                        | 20 septembre 1977                                                   | Viktor Tourov |
| Disons que tu es capitaine | ru:Предположим — ты капитан...                                                                            | juillet 1977                                                        | Alla Sourikova |
| Le Dit de Siavouch | ru:Сказание о Сиявуше                                                                                     | septembre 1977 à Moscou                                             | Boris Kimiagarov |
| Douze chaises | ru:12 стульев (фильм, 1976)                                                                               | 2 janvier 1977 à la télévision                                      | Mark Zakharov |
| Du plaisir pour les vieux | ru:Развлечение для старичков (фильм, 1976)                                                                | 7 février 1977                                                      | Andreï Vadimovitch Razoumovski (ru) |
| En avant, le temps! | ru:Вперёд, время!                                                                                         | 1977                                                                | Vladimir Ilitch Tarassov (ru) |
| En prière | ru:Догада                                                                                                 | 1er septembre 1977                                                  | Stanislav Sokolov |
| En secret pour le monde entier | ru:По секрету всему свету (фильм)                                                                         | 2 janvier 1977 à la télévision                                      | Igor Mikhaïlovitch Dobrolioubov (ru), Vitali Kanevski (secret n°4), Dmitri Nikanorovitch Mikhleïev (ru) (secret n°3), Iouri Aleksandrovitch Oksantchenko (secret n°1), Vladislav Popov |
| Et des gouttes de rosée à l'aube | ru:И капли росы на рассвете                                                                               | 1977                                                                | Pēteris Krilovs |
| Être frère | ru:Быть братом                                                                                            | 2 mai 1977 à la téélévision                                         | Grigori Nossifovitch Lipchits (ru) |
| Être l'homme étrange | ru:Быть лишним                                                                                            | 13 juin 1977 à Moscou                                               | Aloizs Brenčs |
| La Farce | ru:Розыгрыш (фильм, 1976)                                                                                 | 10 janvier 1977                                                     | Vladimir Menchov |
| La Favorite | ru:Фаворит (фильм, 1976)                                                                                  | 13 octore 1977 à la télévision centralede l'URSS                    | Vassile Kirillovitch Breskanou (ru) |
| Le Festival de la pomme de terre au four | ru:Праздник печёной картошки                                                                              | 13 octobre 1977                                                     | Iouri Illienko |
| Feuille caduque | ru:Листопадничек                                                                                          | 1977                                                                | Kouzma Semionovitch Kresnitski (ru) |
| La Fleur de pierre | ru:Каменный цветок (мультфильм)                                                                           | 1977                                                                | Oleg Pavlovitch Nikolaïevski (ru) |
| Galatée | ru:Галатея (фильм-балет)                                                                                  | 15 février 1977                                                     | Aleksandr Arkadievitch Belinski (ru) |
| Gâteau au citron | ru:Лимонный торт                                                                                          | 1er aout 1977                                                       | Amiran Chalvovitch Darsavelidze (ru) et Revaz Gabriadze |
| Gavrila sauvage | ru:Дикий Гаврила (фильм, 1976)                                                                            | décembre 1977                                                       | Leonid Pavlovitch Makarytchev (ru) |
| L'Histoire de deux soldats | ru:Повесть о двух солдатах (фильм, 1976)                                                                  | 13 septembre 1977                                                   | Zaguid Zarifovitch Sabitov (ru) |
| Histoire d’un acteur de province | ru:Повесть о неизвестном актёре                                                                           | 26 septembre 1977                                                   | Alexandre Zarkhi |
| L'Île de la jeunesse | ru:Остров юности (фильм)                                                                                  | avril 1977                                                          | Boris Aleksandrovitch Chilenko (ru) |
| Il est facile d'être gentil | ru:Легко быть добрым (фильм)                                                                              | 1977 à la télévision                                                | Viktor Sergueïevitch Jiline (ru) |
| Il était une fois une poule | ru:Жила-была курочка                                                                                      | 1977                                                                | Boris Issaakovitch Ablynine (ru) |
| Ils m'attendent sur terre | ru:Меня ждут на земле                                                                                     | aout 1977                                                           | Mark Vladimirovitch Tolmatchiov (ru) |
| Ivan et «Kolombina» (Colombine) | ru:Иван и «Коломбина»                                                                                     | 22 février 1977                                                     | Valeri Gueorguievitch Tchetchounov (ru) |
| J'ai une idée ! | ru:Есть идея!                                                                                             | 6 aout 1977                                                         | Vladimir Sergueïevitch Bytchkov (ru) |
| Je vais au volcan | ru:Иду на вулкан                                                                                          | 28 mars 1977                                                        | Tofig Ismayilov |
| Jikharka | ru:Жихарка (мультфильм, 1977)                                                                             | 1977                                                                | Natalia Ievguenievna Golovanova (ru) |
| Le Jour de la vengeance | ru:День возмездия                                                                                         | mai 1977 à Vilnius                                                  | Alguimantas Iono-Alguirdo Pouïpa et Stanislavas Antano Moteiounas |
| Le Journal de Carlos Espinola | ru:Дневник Карлоса Эспинолы                                                                               | décembre 1977                                                       | Valentine Ivanovitch Selivanov (ru) |
| Journée de fête familiale | ru:День семейного торжества                                                                               | juillet 1977                                                        | Baras Tsyretarovitch Khalzanov (ru) |
| Les Jours du chirurgien Michkine | ru:Дни хирурга Мишкина                                                                                    | 25 janvier 1977 à la télévision                                     | Vadim Nikolaïevitch Zobine (ru) |
| Jusqu'à l'aube | ru:Дожить до рассвета (фильм)                                                                             | 28 février 1977                                                     | Mikhaïl Ivanovitch Erchov (ru) et Viktor Fiodorovitch Sokolov (ru) |
| Juste nous deux | ru:Только вдвоём                                                                                          | 1er décembre 1977                                                   | Gueorgui Mikhaïlovitch Kouznetsov (ru) |
| Juste Sacha | ru:Просто Саша                                                                                            | 14 juin 1977 à la télévision                                        | Vsevolod Iakovlevitch Plotkine |
| Juste une nuit | ru:Всего одна ночь                                                                                        | aout 1977                                                           | Iossif Abramovitch Choulman (ru) |
| La Lanterne magique | ru:Волшебный фонарь (фильм, 1976)                                                                         | 1er janvier 1977                                                    | Evgueni Aleksandrovitch Guinzbourg (ru) |
| La Légende de Till l'Espiègle | ru:Легенда о Тиле                                                                                         | 3 avril 1977                                                        | Alexandre Alov et Vladimir Naoumov |
| Lev a quitté la maison | ru:Лев ушёл из дома                                                                                       | 15 juin 1977                                                        | Rassim Ismaïlov |
| Lever de soleil sur le Gange | ru:Восход над Гангом                                                                                      | janvier 1977 à Moscou                                               | Latif Abidovitch Faïziev (ru) |
| Le Lièvre et la mouche | ru:Зайчонок и муха                                                                                        | 1977                                                                | Valentine Aleksandrovitch Karavaïev (ru) |
| Lioubov Iarovaïa | ru:Любовь Яровая (телеспектакль, 1977)                                                                    | 8 octobre 1977 à la télévision                                      | Viktor Semionovitch Tourbine (ru) |
| La Lumière des feux éteints | ru:Свет погасших костров                                                                                  | avril 1977 à Moscou                                                 | Tofiq Taghizadeh |
| Ma Femme est grand-mère | ru:Моя жена – бабушка (Фильм,1976)                                                                        | 25 juin 1977 à la télévision à Moscou                               | Virve Aleksandrovna Arouoïa (ru) |
| le Maître | ru:Мастер (фильм, 1976)                                                                                   | 6 janvier 1977 à la télévision à Moscou                             | Jānis Streičs |
| Maman, je suis vivant | ru:Мама, я жив (фильм, 1977)                                                                              | 24 février 1977 en République démocratique allemande                | Konrad Wolf |
| Marinka, Ianka et les secrets du château royal | ru:Маринка, Янка и тайны королевского замка                                                               | 1977 à la télévision                                                | Iouri Nikolaïevitch Tsvetkov (ru) et Vatslava Ianovna Verbovskaïa |
| Mélodies de la nuit blanche | ru:Мелодии белой ночи                                                                                     | 19 octobre 1977 à Moscou                                            | Kiiossi Nissimoura et Sergueï Soloviov |
| Le Mémo de Stepanov ou La Fille de Stepan | ru:Степанова памятка                                                                                      | 31 janvier 1977                                                     | Konstantine Ierchov |
| Mineurs | ru:Несовершеннолетние (фильм, 1976)                                                                       | 10 septembre 1977                                                   | Vladimir Abramovitch Rogovoï (ru) |
| Le Mois inquiétant de septembre | ru:Тревожный месяц вересень (фильм)                                                                       | 24 janvier 1977                                                     | Leonid Ossyka |
| Mon amour en troisième année | ru:Моя любовь на третьем курсе                                                                            | octobre 1977                                                        | Iouri Aleksandrovitch Boretski (ru) |
| La Montagnarde ou Gorianka | ru:Горянка (фильм)                                                                                        | mars 1977                                                           | Irina Poplavskaïa |
| Mort sous voiles | ru:Смерть под парусом (фильм)                                                                             | 9 avril 1977 à la télévision à Moscou                               | Ada Neretnietse |
| Naissance | ru:Рождение (фильм, 1976)                                                                                 | 28 juin 1977 à Erevan                                               | Frounze Vaguinakovitch Dovlatian (ru) |
| Ne pleure pas, ma fille | ru:Не плачь, девчонка (фильм)                                                                             | 1er octobre 1977                                                    | Evgueni Firsovitch Cherstobitov (ru) |
| Ne vous fiez pas au cri de l'oiseau de nuit | ru:Не верь крику ночной птицы (Фильм, 1976)                                                               | 11 juillet 1977                                                     | Iakov Iakovlevitch Bourguiou (ru) |
| Nikouchor de la tribu de la télévision | ru:Никушор из племени ТВ (1975)                                                                           | mai 1977 à Moscou                                                   | Vitali Ivanovitch Diomine |
| Nos Dettes | ru:Долги наши                                                                                             | 13 mai 1977                                                         | Boris Vladimirovitch Iachine (ru) |
| Obélisque | ru:Обелиск (фильм)                                                                                        | 3 octobre 1977                                                      | Ritchard Viktorov |
| Objets perdus et retrouvés | ru:Пропал и нашелся (фильм, 1976)                                                                         | juin 1977                                                           | Igor Iassoulovitch |
| Les Oiseaux de nos espoirs | ru:Птицы наших надежд                                                                                     | 25 avril 1977                                                       | Elior Ichmoukhamedov |
| L'Or fou | ru:Бешеное золото                                                                                         | janvier 1977                                                        | Samson Samsonov |
| Les Orphelins | ru:Подранки                                                                                               | 20 juin 1977                                                        | Nikolaï Goubenko |
| Où es-tu, Baguira ? | ru:Где ты, Багира?                                                                                        | 11 octobre 1977                                                     | Vladimir Moïsseïevitch Levine (ru) |
| Papillon | ru:Бабочка (фильм, 1977)                                                                                  | 1er juin 1977                                                       | Ninel Todorovna Nenova (ru) et Gueno Iassonovitch Tsoulaïa (ru) |
| La parole est à la défense | ru:Слово для защиты                                                                                       | 14 février 1977                                                     | Vadim Abdrachitov |
| Pendant que l'horloge sonne | ru:Пока бьют часы (фильм)                                                                                 | 25 aout 1977                                                        | Guennadi Leonidovitch Vassiliev (ru) |
| Personne à ta place | ru:Никто вместо тебя (фильм, 1976)                                                                        | juin 1977 à Moscou                                                  | Vassili Iakovlevitch Paskarou (ru) |
| Plumes de grue | ru:Журавлиные перья (мультфильм)                                                                          | 1977                                                                | Ideïa Nikolaïevna Garanina (ru) |
| Le Plus Beau Cheval | ru:Самый красивый конь (фильм)                                                                            | 23 aout 1977                                                        | Stepan Filippovitch Poutchinian (ru) |
| Portrait bleu | ru:Голубой портрет                                                                                        | novembre 1977                                                       | Guennadi Viatcheslavovitch Choumski |
| Pour un clic | ru:За щелчок                                                                                              | 1977                                                                | Leonid Leontievitch Kaioukov (ru) |
| Premiers Passagers | ru:Первые пассажиры (фильм, 1975)                                                                         | 1977 à la télévision                                                | Edouard Iossifovitch Khatchatourov |
| Premier Vol | ru:Первый рейс (фильм)                                                                                    | 5 juin 1977 à la télévision                                         | Aïan Gassanovna Chakhmalieva (ru) |
| La Princesse au petit pois | ru:Принцесса на горошине (фильм)                                                                          | mai 1977                                                            | Boris Rytsarev |
| La Prunelle des yeux | ru:Зеница ока (фильм, 1976)                                                                               | juin 1977 à Moscou                                                  | Guennadi Sadyrovitch Bazarov (ru) |
| Les Quatre Saisons | ru:Четыре времени года (фильм, 1976)                                                                      | juillet 1977 à Moscou                                               | Khadji Akhmar (ru) |
| Le Renard avec un rouleau à pâtisserie | ru:Лисичка со скалочкой                                                                                   | 1977                                                                | Boris Alekseïevitch Khranevitch (ru) |
| Rendez-vous à la fontaine | ru:Встретимся у фонтана                                                                                   | 24 octobre 1977                                                     | Oleg Pavlovitch Nikolaïevski (ru) |
| La Rivière d'or | ru:Золотая речка                                                                                          | 3 janvier 1977                                                      | Veniamine Dorman |
| Romance caucasienne | ru:Кавказский романс (фильм, 1975)                                                                        | aout 1977 à Moscou                                                  | Amiran Chalvovitch Darsavelidze (ru) et Revaz Gabriadze |
| Le Service de Katina | ru:Катина служба                                                                                          | novembre 1977                                                       | Boris Tokarev |
| Le siège du sprinter est vacant | ru:Место спринтера вакантно                                                                               | mars 1977                                                           | Anatoli Evguenievitch Ivanov (ru) |
| Les Soldats de la liberté | ru:Солдаты свободы                                                                                        | 31 aout 1977 à Bratislava                                           | Iouri Ozerov |
| Le Soleil, de nouveau le soleil | ru:Солнце, снова солнце                                                                                   | 12 mai 1977                                                         | Svetlana Droujinina |
| Sonate sur le lac ou Sonate du lac | ru:Соната над озером                                                                                      | 27 juin 1977 à Moscou                                               | Varis Brasla et Gunārs Cilinskis |
| Le Son de la flûte | ru:Звук свирели                                                                                           | 1977 à Moscou                                                       | Rasim Ojagov |
| Sous la lune inversée | ru:Под опрокинутым месяцем                                                                                | 14 février 1977                                                     | Erik Karlovitch Latsis (ru) |
| Spartacus | ru:Спартак (фильм-балет, 1975)                                                                            | janvier 1977                                                        | Vadim Derbeniov et Iouri Grigorovitch |
| Le Stagiaire | ru:Стажер (фильм, 1976)                                                                                   | 4 juillet 1977                                                      | Damir Alekseïevitch Viatitch-Berejnykh (ru) |
| Sur la piste du loup | ru:По волчьему следу                                                                                      | 12 décembre 1977                                                    | Valeri Gueorguievitch Gajiou (ru) |
| Tandoori jaune | ru:Жёлтый тондыр (фильм,1974)                                                                             | 22 novembre 1977 à Tbilissi                                         | Guerald Sourenovitch Bejanov (ru) |
| Le Temps de vivre, le temps d'aimer | ru:Время жить, время любить (фильм,1976)                                                                  | 10 janvier 1977 à Tallinn                                           | Velio Karlovitch Kiasper (ru) |
| Le Temps - Moscou | ru:Время — московское                                                                                     | avril 1977                                                          | Nikolaï Serafimovitch Ilinski (ru) |
| Timour et sa brigade | ru:Тимур и его команда (фильм, 1976)                                                                      | 1er mai 1977                                                        | Aleksandr Issaakovitch Blank (ru)et Sergueï Iakovlevitch Linkov (ru) |
| Toi à moi, moi à toi | ru:Ты — мне, я — тебе                                                                                     | 23 juin 1977                                                        | Aleksandr Ivanovitch Sery (ru) |
| Toi, ma chanson | ru:Ты, песня моя (фильм, 1975)                                                                            | mars 1977 à Moscou                                                  | Anatoli Zoukhourovitch Kaboulov (ru) |
| Toujours avec moi... | ru:Всегда со мною... (фильм, 1976)                                                                        | 6 juin 1977                                                         | Solomon Abramovitch Chouster (ru) |
| Tout le monde connaît Kadkina | ru:Кадкина всякий знает                                                                                   | 12 septembre 1977                                                   | Natalia Vladimirovna Trochtchenko (ru) et Anatoli Timofeïevitch Vekhotko (ru) |
| Trésor | ru:Клад (фильм, 1975)                                                                                     | janvier 1977                                                        | Olguerd Riksovitch Vorontsov |
| Le Troisième Côté de la médaille (La Troisième Face de la médaille?)                                                                              | ru:Третья сторона медали (фильм, 1976)                                                                    | 1er septembre 1977 en URSS                                          | G. Jaïkanov et Nourmoukhan Seïtakhmetovitch Jantourine (ru) |
| Trois Soleils | ru:Три солнца                                                                                             | février 1977                                                        | Aria Tsyrenovitch Dachiev (ru) |
| Trouffaldino de Bergame | ru:Труффальдино из Бергамо                                                                                | 27 aout 1977 à la télévision                                        | Vladimir Iegorovitch Vorobiov (ru) |
| Tu m'as écrit | ru:Вы мне писали...                                                                                       | 3 octobre 1977                                                      | Aïda Ivanovna Manassarova (ru) |
| Un chaton nommé Gav film à sketchs avec Ce n'est pas juste, Quand commencent-ils à mordre ? et Une côtelette bien cachée                          | ru:Котёнок по имени Гав (выпуск 2) (Так нечестно, Когда начинают кусаться? и Хорошо спрятанная котлетa)   | 13 avril 1977                                                       | Lev Atamanov |
| Un, deux...les soldats marchaient... | ru:Аты-баты, шли солдаты…                                                                                 | 15 avril 1977                                                       | Leonid Bykov |
| Un long voyage vers la mer | ru:Долгое путешествие к морю                                                                              | 20 septembre 1977 à Vilnius                                         | Alguirdas Araminas (ru) |
| Un mélodrame familial | ru:Семейная мелодрама                                                                                     | 27 juin 1977                                                        | Boris Froumine |
| Une femme douce | ru:Сладкая женщина (фильм)                                                                                | 23 mai 1977                                                         | Vladimir Fetine |
| Une longue, longue affaire | ru:Длинное, длинное дело…                                                                                 | 10 mai 1977 à Moscou                                                | Grigori Aronov et Vladimir Chredel |
| Une soirée généreuse | ru:Щедрый вечер (фильм)                                                                                   | 11 octobre 1977                                                     | Aleksandr Igorevitch Mouratov (ru) |
| Les vacances qui n'ont jamais eu lieu | ru:Отпуск, который не состоялся (фильм, 1976)                                                             | 21 mars 1977                                                        | Taïmouraz Aleksandrovitch Zoloïev (ru) |
| Valse sur Mtatsminda | ru:Вальс на Мтацминде                                                                                     | aout 1977 à Moscou                                                  | Baadour Sokratovitch Tsouladze (ru) |
| Vassilissa la belle | ru:Василиса Прекрасная (мультфильм)                                                                       | 4 mai 1977                                                          | Vladimir Izraïlevitch Pekar (ru) |
| La Vie et la mort de Ferdinand Lious | ru:Жизнь и смерть Фердинанда Люса                                                                         | 7 février 1977 (épisodes 1 et 2), 17 février 1977 (épisodes 3 et 4) | Anatoli Alekseïevitch Bobrovski (ru) |
| La Vie quotidienne film à sketchs avec La Vie quotidienne (n°1), Tu m'as (n°2), Où es-tu Lioubov Douniachova ? (n°3)                              | ru:Житейское дело (киноальманах) (фильм, 1976) (Житейское дело, У тебя есть я, Где ты, Любовь Дуняшова? ) | aout 1977                                                           | réalisés repectivement par Mikhaïl Lvovitch Ordovski (ru), Sergueï Grigorievitch Potepalov et Iouri Vassilievitch Soloviov (ru)                                                        |
| Le Village des canards | ru:Деревня Утка                                                                                           | 4 avril 1977                                                        | Boris Alekseïevitch Bouneïev (ru) |
| La Ville du matin à minuit | ru:Город с утра до полуночи                                                                               | 12 octobre 1977                                                     | Anatoli Issaakovitch Vassiliev (ru) |
| Vingt Jours sans guerre | ru:Двадцать дней без войны                                                                                | 25 avril 1977                                                       | Alexeï Guerman |
| Vis à ta façon | ru:Жить по-своему (фильм, 1976)                                                                           | 24 octobre 1977                                                     | Konstantine Pavlovitch Khoudiakov (ru) |
| Voilà à quoi ressemblait le jeu | ru:Такая она, игра                                                                                        | 8 aout 1977                                                         | Nikolaï Leonidovitch Maletski (ru) et Vladimir Mikhaïlovitch Popkov (ru) |
| Vous y avez pensé; félicitations! | ru:Додумался, поздравляю!                                                                                 | 5 janvier 1977                                                      | Edouard Aleksandrovitch Gavrilov (ru) |